# سام جرينهالغ
سام جرينهالغ (بالإنجليزية: Sam Greenhalgh)‏ (1 يوليو 1882 في المملكة المتحدة - 1955) هو لاعب كرة قدم بريطاني (وحمل سابقاً جنسية المملكة المتحدة لبريطانيا العظمى وأيرلندا) في مركز قلب الدفاع. لعب مع أستون فيلا وبولتون واندررز ونادي تشورلي.